# Yasmany Lugo
Yasmany Daniel Lugo Cabrera (Pinar del Río, 24 gennaio 1990) è un lottatore cubano, specializzato nella lotta greco-romana. Argento olimpico ai Giochi di Rio de Janeiro 2016.

## Biografia
Ai Giochi panamericani di Toronto 2015 si è laureato campione continentale nei 98 chilogrammi.
Ha rappresentato Cuba ai Giochi olimpici estivi di Rio de Janeiro 2016, vincendo la medaglia d'argento nel torneo torneo dei 98 chilogrammi, perdendo in finale contro l'armeno Art'our Aleksanyan.

## Palmarès
- Giochi olimpici

Rio de Janeiro 2016: argento nei 98 kg;
- Giochi panamericani

Toronto 2015: oro nei 98 kg;
- Campionati panamericani

Maracaibo 2009: oro nei -96 kg;
Monterrey 2010: argento nei -96;
Rionegro 2011: argento nei -96;
Colorado Springs 2012: oro nei -96 kg;
Panama 2013: oro nei -96
Città del Messico 2014: oro nei -98 kg;
Lauro de Freitas 2017: oro nei -98 kg;
- Giochi centramericani e caraibici

Veracruz 2014: oro nella lotta greco-romana -98 kg.; bronzo nella lotta libera -97;
Barranquilla 2018: bronzo nella lotta greco-romana -98 kg;